# ماريو آزيفيدو
ماريو آزيفيدو (بالبرتغالية: Mario Joaquim Azevedo‏) هو مؤرخ موزمبيقي، ولد في 1940.